# 紅褐烏魴
紅褐烏魴（学名：Taractes rubescens），又名紅棱魴、深海三角仔、黑飛刀、黑皮刀，为烏魴科棱魴屬(小烏魴屬)下的一个种。